# 7457-es mellékút (Magyarország)
A 7457-es számú mellékút egy bő 6 kilométer hosszú, négy számjegyű országos közút Vas vármegye és az Őrség legnyugatibb szélén; közvetlenül az országhatár mellett fekvő településeket köt össze és teremt számukra kapcsolatokat más, forgalmasabb utak irányába.

## Nyomvonala
A 7458-as útból ágazik ki, annak 4,100-as kilométerszelvénye közelében, Apátistvánfalva központjától északra, kelet felé. 2 kilométer után halad át Újbalázsfalva településrészen, onnan a Hársas-patak folyását követi. 4. kilométere táján átlép Szentgotthárd területére, ott az előbbi patak völgyében halad továbbra is. A 7455-ös útba torkollik bele, annak 14,400-as kilométerszelvényénél.
Teljes hossza, az országos közutak térképes nyilvántartását szolgáló kira.gov.hu adatbázisa szerint 6,167 kilométer.

## Hídjai
Egyetlen hídját sem tartják számon sem az 1945 előtt épült hidak, sem az 1945 után épült, 10 méternél hosszabb hidak között.